# Сева
Се́ва (санскр. सेवा) — санскритское слово, в буквальном переводе означающее «служение». В контексте индийской культуры, может означать «самоотверженное, бескорыстное служение», добровольную работу. В контексте индийских религий, данным термином обозначается работа или служение, выполняемые для удовлетворения Бога, гуру или святой личности.